# HMS Milne (G14)
«Мілн» (англ. HMS Milne (G14) — військовий корабель, лідер ескадрених міноносців типу «M» Королівського військово-морського флоту Великої Британії за часів Другої світової війни.
Ескадрений міноносець «Мілн» був закладений 24 січня 1940 року на верфі компанії Vickers-Armstrongs у Ньюкасл-апон-Тайн. 30 грудня 1941 року він був спущений на воду, а 6 серпня 1942 року увійшов до складу Королівських ВМС Великої Британії.
Есмінець взяв активну участь у бойових діях на морі в Другій світовій війні, бився у Північній Атлантиці, на Середземному морі, супроводжував арктичні, середземноморські та атлантичні конвої, підтримував висадку союзних військ в операціях «Смолоскип» та «Нептун». За проявлену мужність та стійкість у боях бойовий корабель відзначений двома бойовими відзнаками.
16 серпня 1957 року разом з однотипними есмінцями «Марна», «Метеор», «Матчлес» проданий Туреччині, де після модернізації був перейменований на TCG «Алп-Арслан» та 29 червня 1959 року увійшов до складу ВМС Туреччини. Корабель служив до 1971 року поки не був списаний і згодом розібраний на брухт.

## Бойовий шлях

### 1942
9 вересня 1942 року «Мілн» приєднався до конвою PQ 18, який під потужною охороною йшов до Архангельська. «Мілн» діяв у складі далекого ескорту з 16 есмінців, який очолював крейсер «Сцилла». У ході переходу конвой зазнав численних нападів німецьких підводних човнів та літаків Люфтваффе.
З 12 по 15 вересня 1942 року конвой піддався інтенсивній атаці 35 пікіруючих бомбардувальників Ju 88A-4 KG 30 та 42 торпедоносців KG 26 (I/KG 26 з 28 He 111H-6 та III/KG 26 з 14 Ju 88A-4). Тактикою дії німецьких літаків був одночасний та взаємоузгоджений напад торпедоносців та частки бомбардувальників на головні сили ескорту, які відволікали бойові кораблі від транспортних суден, і у цей час авіагрупа III/KG 26 потужною торпедною атакою, відомою як «золота гребінка», нищила беззахисні транспортники.
На фоні бомбардування кораблі та судна союзників одночасно атакували німецькі підводні човни. Частка з них була потоплена ескортом. Так, есмінець «Фолкнор» потопив U-88, «Імпульсів» — U-457 та «Онслоу» у взаємодії з палубною авіацією ескортного авіаносця «Евенджер» — U-589. Однак, попри затятий спротив кораблів ескорту, тільки за 12 вересня вісім суден з сорока було потоплено німцями. 14 вересня британський танкер MV «Ателтемлер» був пошкоджений внаслідок торпедної атаки U-457 і згодом затонув. Ще два транспортних судна затопила німецька авіація на підходах до Мурманської бухти. Загалом під час переходу загинуло 13 суден.
16 вересня 1942 року есмінець «Мілн» приєднався до головних сил флоту для супроводження конвою QP 14, що повертався з СРСР до Лох-Ів у Шотландії. 65 бойових кораблів супроводжували невеличкий транспортний конвой з 17 суден.
У цілому конвой втратив шість кораблів та суден, тільки один U-435 встиг потопити чотири союзних судна.

### 1943
21 лютого 1943 року «Мілн» вийшов на супровід чергового конвою JW 53 до Росії

### 1944
28 січня 1944 року «Мілн» вийшов з ескортною групою конвою JW 56B, що прямував до Кольської затоки. Транспортний конвой зазнав скоординовані атаки німецьких субмарин..
У ході зіткнень «Гарді» дістав важких пошкоджень і був затоплений. 30 січня есмінці «Метеор» і «Вайтхол» південно-східніше острову Ведмежий затопили німецький підводний човен U-314.
3 лютого 1944 року «Мілн» з есмінцями «Опорт'юн», «Севідж», «Оффа», «Венус», «Віджілент», «Інконстант», «Махратта», «Метеор», «Маскітер», «Скодж», «Гурон» і «Сторд» вийшов на супровід арктичного конвою RA 56 від берегів Радянської Росії.
30 березня 1944 року есмінець був включений до складу сил, що готувались до проведення операції «Тангстен» — атаці палубною авіацією королівського військово-морського флоту Великої Британії німецького лінкора «Тірпіц». Британське командування побоювалося, що цей єдиний лінкор, що лишився у німців і переховувався в Алта-фіорді, після ремонту знову стане загрозою стратегічно важливим арктичним конвоям, які доставляли вантажі до Радянського Союзу. Знищення лінкора дозволило б звільнити кілька важких бойових кораблів, що дислокувалися у Північному морі для протидії «Тірпіцу».
3 квітня 1944 року літаки з п'яти авіаносців завдали удару по «Тірпіцу». Британські льотчики на 42 пікіруючих бомбардувальниках Fairey Barracuda у супроводі 80 винищувачів зустріли серйозний опір німців. Й хоча п'ятнадцять авіабомб вразили ціль, німецький лінійний корабель суттєвих збитків не зазнав. Через два місяці він знову увійшов до строю. Втрати британців склали чотири літаки, дев'ять льотчиків загинули.
20 квітня 1944 року «Мілн» вийшов у черговий похід до Кольської затоки, супроводжуючи крейсер «Дайадем» і ескортні авіаносці «Фенсер» і «Актівіті», куди без втрат прибули 23 квітня.
31 травня 1944 року есмінець «Мілн» виявив південно-західніше Ведмежого острову німецький підводний човен U-289, який атакував глибинними бомбами та затопив.
З 17 до 24 серпня 1944 року есмінець діяв в охороні конвою JW 59, що вийшов з Лох-Ів до Кольської затоки. На зворотному шляху «Мілн» ескортував конвой RA 59A.
З 17 до 23 вересня 1944 року есмінець входив до складу ескорту конвою JW 60 до Мурманська та зворотний конвой RA 60.